# The Woman in the Box
The Woman in the Box è un cortometraggio muto del 1915 diretto da Harry Davenport.

## Produzione
Il film fu prodotto dalla Vitagraph Company of America.

## Distribuzione
Distribuito dalla General Film Company, il film - un cortometraggio in due bobine - uscì nelle sale cinematografiche statunitensi il 23 ottobre 1915.